# Peter Alfons Steiniger
Peter Alfons Steiniger (* 4. Dezember 1904 in Berlin; † 27. Mai 1980 in Ost-Berlin) war ein deutscher Schriftsteller, Jurist, Hochschullehrer und Verfassungsrechtler. Er war maßgeblich an der Formulierung der ersten Verfassung der DDR beteiligt.

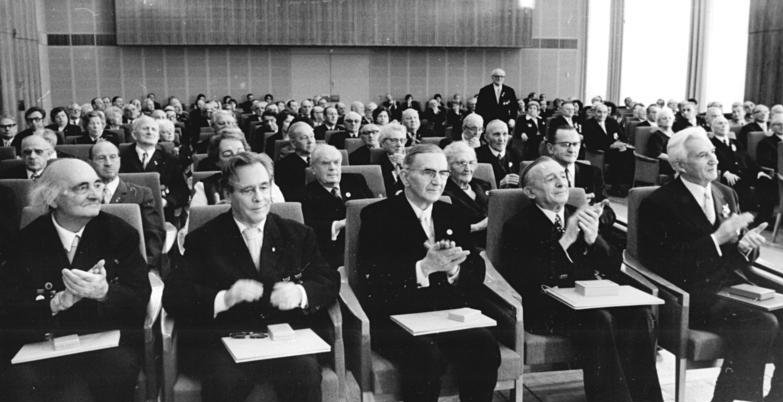
Peter Alfons Steiniger (zweiter von rechts vorn) bei der Auszeichnung von 1975

## Leben

### Jugend und Ausbildung
Peter Alfons Steiniger war der Sohn eines aus Böhmen stammenden jüdischen Kaufmanns und einer zum jüdischen Glauben übergetretenen Mutter. Trotz der ärmlichen Familiensituation nach dem Ersten Weltkrieg besuchte er von 1910 bis 1923 das Bismarck-Gymnasium in Berlin-Wilmersdorf. Von 1923 bis 1927 studierte er an den Universitäten Berlin, Marburg, Bonn und zuletzt in Halle Rechtswissenschaften, Philosophie und Volkswirtschaftslehre. 1928 erlangte Steiniger im zweiten Anlauf die Promotion zum Dr. jur. unter Begutachtung von Carl Schmitt. 
Nach verschiedenen juristischen Tätigkeiten absolvierte er 1931 die Erste juristische Staatsprüfung am Oberlandesgericht Naumburg. Dies war möglich, da Steiniger, der bisher durch seinen Vater tschechoslowakischer Staatsbürger war, 1931 ins Deutsche Reich eingebürgert wurde. 1932 begann er sein Referendariat am Amtsgericht Berlin-Wedding, wurde jedoch 1933 wegen seiner jüdischen Abstammung entlassen. 
1932 wurde sein Sohn Klaus Steiniger geboren.

### Werdegang bis zum Kriegsende
Im Juni 1933 trat Steiniger aus der Jüdischen Gemeinde aus. Fortan arbeitete er als Repetitor, Bankangestellter und Schriftsteller (unter dem Pseudonym Peter A. Steinhoff). 1935 wurde er wieder aus dem Deutschen Reich ausgebürgert und erlangte 1936 erneut die tschechoslowakische Staatsbürgerschaft. Steiniger verfasste die historischen Romane „Heinrich der Löwe“ und „Der Schatten Gottes“. Um weiter als Schriftsteller arbeiten zu können, stellte Steiniger 1938 einen Aufnahmeantrag an die Reichsschrifttumskammer, der jedoch abschlägig beschieden wurde. 1939 fand er eine Anstellung als Syndikus im jüdischen „Bankhaus A. E. Wassermann“, das nach der Arisierung in „Bankhaus von Heinz, Tecklenburg und Co“ umbenannt wurde. Später wurde Steiniger sogar leitender Direktor der Bank, die wesentlich in die Enteignung der Juden involviert war. Steiniger war zuständig für den Verkauf der Vermögensgegenstände von jüdischen Firmen, deren Unternehmer aufgeben mussten oder auswanderten. 
Im Jahre 1944 sollte Steiniger zur Organisation Todt eingezogen werden, er entzog sich jedoch durch Flucht. Bis Mai 1945 lebte er illegal in Krummhübel in Schlesien.

### Nachkriegstätigkeit
Nach der Einnahme Krummhübels durch die Rote Armee wurde Steiniger 2. Bürgermeister, das Amt übte er bis Sommer 1946 aus. Bereits im Juni 1945 war er Mitbegründer der KPD in Schmiedeberg i. Riesengebirge. Im Sommer 1946 gelangte er auf Einladung von Johannes R. Becher mit dem Trauerzug von Gerhart Hauptmann aus Agnetendorf nach Dresden, dann nach Berlin.
Seit dem Wintersemester 1946/1947 war er Dozent für Öffentliches Recht an der Humboldt-Universität zu Berlin, 1947 habilitierte er sich mit der Schrift Das Blocksystem und wurde im November 1947 Professor für Öffentliches Recht und Rechtsphilosophie mit vollem Lehrauftrag, am 20. Oktober 1948 Ordentlicher Professor für Öffentliches Recht. Bereits 1947 war er in die Deutsche Zentralverwaltung für Volksbildung, Abteilung Hochschulen und Wissenschaft, übergetreten. Ebenfalls 1947 war er Mitbegründer und Präsident der Deutschen Verwaltungsakademie, einer Kaderschule zur Aus- und Weiterbildung der leitenden Beschäftigten im sowjetisch kontrollierten Staatsapparat.
1948 starb Steinigers Frau an Schwindsucht, fortan war er alleinerziehender Vater für seinen Sohn Klaus Steiniger.
1949 war Steiniger Mitglied des Verfassungsausschusses des Deutschen Volksrats. Gemeinsam mit Karl Polak war Steiniger maßgeblich an der Formulierung der ersten Verfassung der DDR beteiligt.

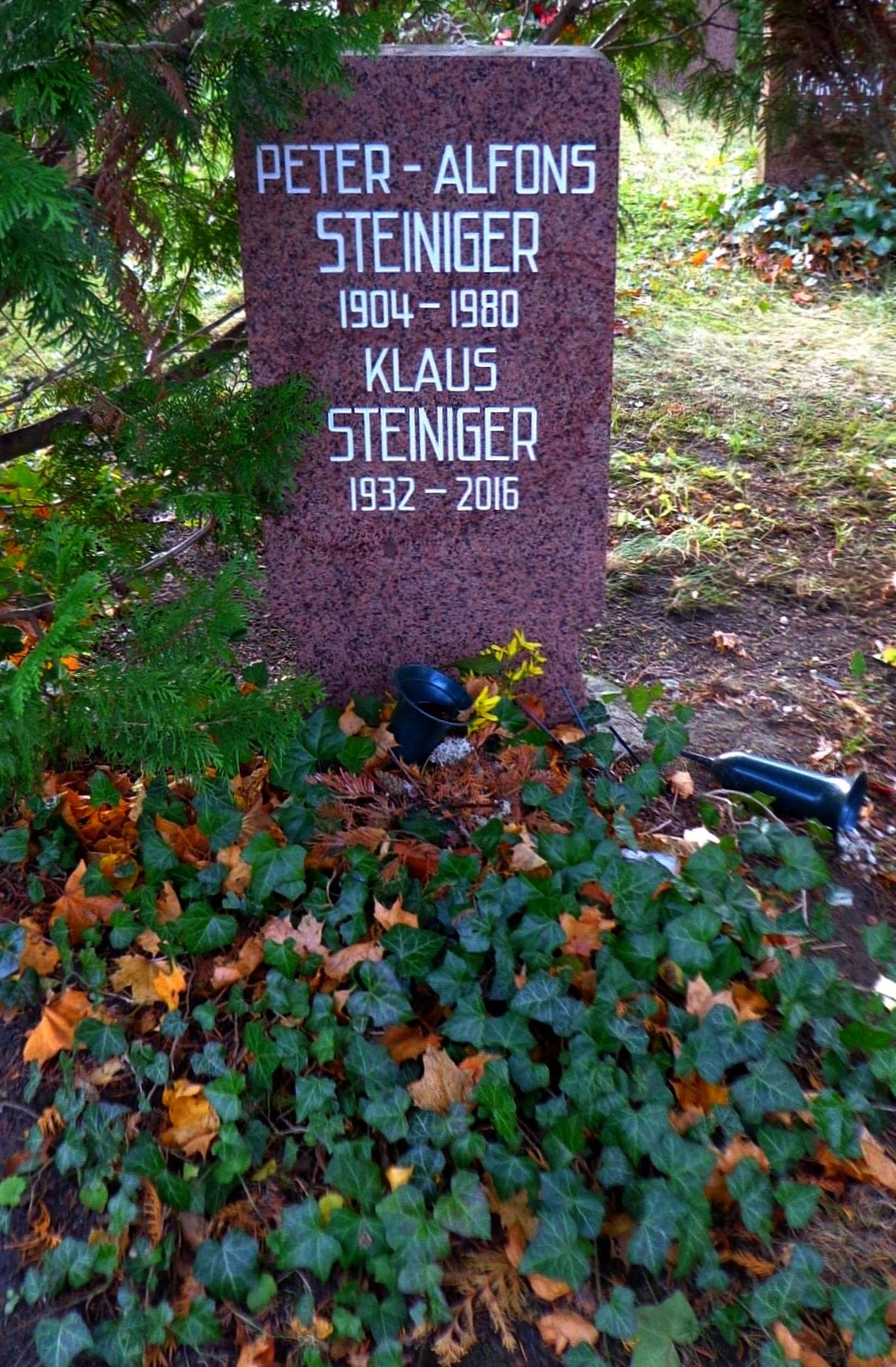
Grabstätte

1950 trat Steiniger von allen Ämtern zurück, nachdem sein Aufnahmeantrag an die Reichsschrifttumskammer von 1938 publik gemacht wurde. Steiniger selbst bezeichnete nun sein damaliges Verhalten als „schwächliche Knechterei und verlogene Liebedienerei“. Gleichzeitig distanzierte er sich auch von seiner Habilitationsschrift als einer „formalen unwissenschaftlichen Betrachtung“.
Dies ermöglichte ihm 1950 trotz der Angriffe, eine Professur mit dem Lehrstuhl für Völkerrecht bis 1970 an der Humboldt-Universität weiterzuführen, 1952 bis 1954 war er sogar Prodekan der Juristischen Fakultät. Ab 1951 war Steiniger Direktor des neugegründeten Instituts für Staats- und Rechtstheorie, danach baute er das Institut für Völkerrecht auf. 
1970 trat Steiniger in den Ruhestand. 1950 bis 1974 war Steiniger Mitglied des Weltfriedensrats.
Seine Urne wurde in der Grabanlage Pergolenweg des Berliner Zentralfriedhofs Friedrichsfelde beigesetzt.

## Ehrungen und Auszeichnungen
- Deutsche Friedensmedaille, 1958
- Vaterländischer Verdienstorden in Silber 1960, in Gold 1969
- Stern der Völkerfreundschaft 1975
- Verdienter Hochschullehrer der DDR 1977
- Ehrendoktorwürde der Friedrich-Schiller-Universität Jena 1979
- Karl-Marx-Orden 1980

## Schriften
- Heinrich der Löwe. Berlin 1936 (Pseudonym: Peter A. Steinhoff)
- Der Schatten Gottes. Berlin 1937 (Pseudonym: Peter A. Steinhoff)
- Der arme Hiob. 1947 (Pseudonym: Peter A. Steinhoff)
- Das Blocksystem. Beitrag zu einer demokratischen Verfassungslehre. Berlin 1949
- Der Nürnberger Prozeß. Dokumentation. Berlin 1957
- Westberlin. Ein Handbuch zur Westberlin-Frage. Berlin 1959
- Völkerrechtliche Verantwortung der Staaten. Berlin 1977. (gemeinsam mit Bernhard Graefrath und Edith Oeser)